# 莫爾頓伯勒 (新罕布什爾州)
莫爾頓伯勒（英語：Moultonborough）是一個位於美國新罕布什爾州卡羅爾縣的鎮。

## 人口
根據2020年美國人口普查的數據，莫爾頓伯勒的面積為194.50平方千米，當中陸地面積為154.60平方千米，而水域面積為39.90平方千米。當地共有人口4918人，而人口密度為每平方千米25人。